# Jouw vrouw, mijn vrouw
Jouw Vrouw, Mijn Vrouw is een Nederlands televisieprogramma. Het programma is jaren uitgezonden door RTL 4. In het programma wisselen vrouwen van twee koppels enkele dagen lang van huishouden. Het is een Nederlandse bewerking van het Amerikaanse programma Wife Swap USA, dat is gebaseerd op het Britse Wife Swap.
De eerste helft van de week moeten de vrouwen de regels respecteren van het koppel/gezin waarin ze te gast zijn. Ook moeten ze opgaan in het sociale leven van het gasthuishouden. Wanneer de week voor de helft voorbij is worden de rollen omgedraaid en bepaalt de logerende moeder de regels. Na afloop van de tien dagen gaan beide families rond de tafel om hun ervaringen uit te wisselen. Vaak worden er gezinnen uit verschillende sociale klassen genomen zodat de tegenstellingen erg groot zijn. Dit heeft lastige situaties tot gevolg.
Op een gegeven moment keken er op een reguliere maandagavond meer dan 1,7 miljoen mensen naar de realityshow op RTL 4. De laatste keer dat er een serie van het programma op de buis was, was in 2013, een VIP-versie.
Inmiddels zijn er meerdere varianten ontstaan op het Jouw vrouw, mijn vrouw-concept. Voorbeelden daarvan zijn Jouw baan, mijn baan; Jouw vakantie, mijn vakantie en Puberruil.

## Jouw vrouw, mijn vrouw VIPS
In 2013 begon de spin-off Jouw Vrouw, Mijn Vrouw VIPS van het programma. Het verschil tussen deze en de originele serie is dat in deze serie in ieder geval een lid van een koppel een bekende Nederlander is. De voice-over van het programma is Jeroen Kijk in de Vegte. Het eerste seizoen begon op 9 mei 2013 en bestaat uit zes afleveringen. In 2014 en 2015 volgden nieuwe seizoenen.

## Jouw vrouw, mijn vrouw van RTL naar SBS
In oktober 2018 is SBS6 een nieuwe reeks van het programma gaan uitzenden. Producent is Zodiak Nederland.